# Équipe de Nouvelle-Zélande de cricket
L'Équipe de Nouvelle-Zélande de cricket représente la Nouvelle-Zélande dans les trois principales formes cricket au niveau international : test-matchs, ODI et Twenty20 international. Elle est sous la responsabilité de la fédération néo-zélandaise de cricket, New Zealand Cricket (anciennement New Zealand Cricket Council). La sélection dispute son premier test-match en 1930, mais doit attendre 1956 avant de remporter sa première victoire à ce niveau. Elle joue son premier ODI en 1973, format dans lequel elle remporte l'édition 2000 du Trophée des champions de l'ICC et est finaliste des Coupes du monde de cricket 2015 et 2019. Elle participe au premier Twenty20 international de l'histoire, en 2005. Ses joueurs sont surnommés les Black Caps.

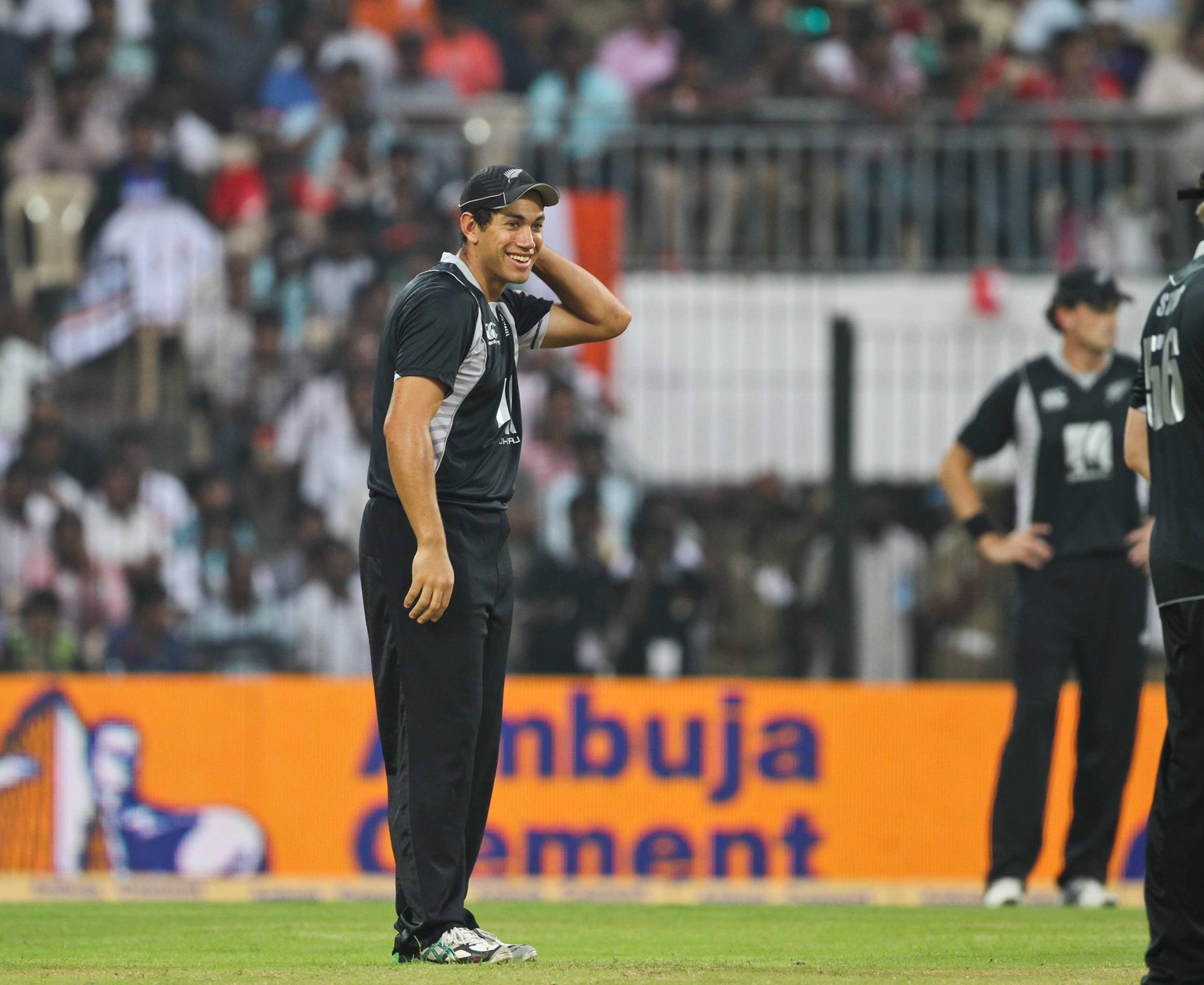

Le capitaine actuel dans tous les formats du jeu est Kane Williamson, qui a remplacé Brendon McCullum après la retraite de ce dernier en décembre 2015. Sous lui, la Nouvelle-Zélande a remporté l'édition inaugurale du Championnat du monde de Test en 2021.

## Équipe actuelle
Liste de joueurs sous contrat avec New Zealand Cricket, saison 2021-22
| Nom                 | Âge      | Forms           | Notes                           |
| Batteurs            | Batteurs | Batteurs        | Batteurs                        |
| ------------------- | -------- | --------------- | ------------------------------- |
| Martin Guptill      | 38       | ODI, T20I       |                                 |
| Henry Nicholls      | 33       | Test, ODI       |                                 |
| Glenn Phillips      | 28       | Test, T20I      |                                 |
| Ross Taylor         | 41       | Test, ODI, T20I |                                 |
| Kane Williamson     | 34       | Test, ODI, T20I | Capitaine                       |
| Will Young          | 32       | Test, ODI, T20I |                                 |
| Gardiens de Guichet |          |                 |                                 |
| Tom Latham          | 32       | Test, ODI       | Vice capitaine en Tests et ODIs |
| Tom Blundell        | 34       | Test, ODI       |                                 |
| Devon Conway        | 33       | Test, ODI, T20I |                                 |
| All-Rounders        |          |                 |                                 |
| Colin de Grandhomme | 38       | Test, ODI, T20I | (Medium)                        |
| James Neesham       | 34       | ODI, T20I       | (Pace)                          |
| Mitchell Santner    | 33       | Test, ODI, T20I | (Spin)                          |
| Kyle Jamieson       | 30       | Test, ODI, T20I | (Pace)                          |
| Daryl Mitchell      | 33       | Test, ODI, T20I | (Medium)                        |
| Lanceurs            |          |                 |                                 |
| Ish Sodhi           | 32       | ODI, T20I       | (Spin)                          |
| Trent Boult         | 35       | Test, ODI, T20I | (Pace)                          |
| Lockie Ferguson     | 33       | ODI, T20I       | (Pace)                          |
| Matt Henry          | 33       | Test, ODI       | (Pace)                          |
| Tim Southee         | 36       | Test, ODI, T20I | (Pace) Vice capitaine en T20Is  |
| Neil Wagner         | 39       | Test            | (Pace)                          |

## Bilan

### Palmarès
- Championnat du monde de Test (1) : Vainqueur en 2019-21
- Coupe du monde : finaliste en 2015 et 2019
- Trophée des champions (1) : vainqueur en 2000, finaliste en 2009
- Championnat du monde de Twenty20 : finaliste en 2021
- Jeux du Commonwealth : 3e position en 1998

### Parcours
| Championnat du Monde de Test | Championnat du Monde de Test | Championnat du Monde de Test |
| Année                        | Résultat                     | Position                     |
| ---------------------------- | ---------------------------- | ---------------------------- |
| 2019 - 2021                  | Vainqueur                    | 1/9                          |

| Coupe du Monde de Cricket | Coupe du Monde de Cricket |
| Année                     | Résultat                  |
| ------------------------- | ------------------------- |
| 1975                      | Demi-finaliste            |
| 1979                      | Demi-finaliste            |
| 1983                      | Premier tour              |
| 1987                      | Premier tour              |
| 1992                      | Demi-finaliste            |
| 1996                      | Quart-de-finaliste        |
| 1999                      | Demi-finaliste            |
| 2003                      | Deuxième tour             |
| 2007                      | Demi-finaliste            |
| 2011                      | Demi-finaliste            |
| 2015                      | Finaliste                 |
| 2019                      | Finaliste                 |

| Trophée des champions | Trophée des champions |
| Année                 | Résultat              |
| --------------------- | --------------------- |
| 1998                  | Quart-de-finaliste    |
| 2000                  | Vainqueur             |
| 2002                  | Premier tour          |
| 2004                  | Premier tour          |
| 2006                  | Demi-finaliste        |
| 2009                  | Finaliste             |
| 2013                  | Premier tour          |
| 2017                  | Premier tour          |

| Championnat du monde de Twenty20 | Championnat du monde de Twenty20 |
| Année                            | Résultat                         |
| -------------------------------- | -------------------------------- |
| 2007                             | Demi-finaliste                   |
| 2009                             | Deuxième tour                    |
| 2010                             | Deuxième tour                    |
| 2012                             | Deuxième tour                    |
| 2014                             | Premier tour                     |
| 2016                             | Demi-finaliste                   |
| 2021                             | Finaliste                        |

| Jeux du Commonwealth | Jeux du Commonwealth |
| Année                | Résultat             |
| -------------------- | -------------------- |
| 1998                 | Demi-finaliste       |